# Manželské etudy
Manželské etudy jsou série dokumentárních filmů, natáčených časosběrnou metodou. Zachycuje život šesti manželských párů od jejich svateb v letech 1980 a 1981. Ve spolupráci s Československou, respektive Českou televizí sérii natočila režisérka Helena Třeštíková.
Původní série z roku 1987 se dočkala dvou pokračování z let 2006 a 2018. Dcera Heleny Třeštíkové Hana roku 2019 natočila pokračování, vycházející z matčina konceptu, nazvané Manželské etudy: Nová generace. 

## Koncept
Helena Třeštíková vybrala pro svůj časosběrný dokument šest manželských párů, chystajících se uzavřít sňatek na Staroměstské radnici v Praze. Aktéry oslovovala během zařizování termínů svatby. Následně natáčela prvních šest let jejich společného manželského soužití. 

## Manželské páry

### Ivana a Pavel Halamkovi
Strojní zámečník Pavel (21 let) a prodavačka Ivana (22 let) se vzali 23. ledna 1981 po čtyřletém vztahu, z nějž pět měsíců strávil Pavel na vojně. Po svatbě začali žít v bytě, který Ivana zdědila po babičce a který postupně opravovali. V červenci 1981 se dvojici narodil syn Dominik, s nímž však žili u Ivaniných rodičů, jelikož v jejich společném bytě probíhala rekonstrukce. Z důvodu nedostatku financí začala Ivana pracovat na částečný úvazek jako uklízečka. Pavel se ve volném čase věnoval hraní hokeje, fotbalu a divadla, svépomoci také rekonstruoval byt. Později změnil zaměstnání a začal pracovat jako rozvozce sodovek a limonád. Manželé působili jako spokojený pár.

### Mirka a Antonín Kubrovi
Dispečer Antonín (20 let) a kadeřnická učnice Mirka (17 let, byla zplnoletněna) se vzali 28. listopadu 1980. Po svatbě začali žít v bytě v domě Mirčiných rodičů. V létě 1981 se dvojici narodila dcera Lucie a zároveň zakoupili ojetou Škodu 100. Antonín se snažil získat osvobození od povinné vojenské služby. Rodina ihned po svatbě započala tradici rodinného ateliérového focení, v níž i nadále pokračovala. Soužití poznamenávaly drobné neshody, velkou roli v životě páru hraly peníze, respektive jejich chronický nedostatek. Mirka nesouhlasila s Antonínovou zálibou v automobilech, kvůli níž trávil větší množství času mimo domov. V roce 1983 Antonín zakoupil nový vůz VAZ 2101, který začal upravovat pro amatérské automobilové závody. Později skutečně začal závodit. Zlom nastal poté, co během závodu havaroval a těžce se zranil. Mirka mu následně dala ultimátum, že musí se závody skončit, jinak se s ním rozvede. Krizi po třech letech vztahu, během níž manželé žili odděleně, se podařilo překonat. V roce 1984 nastoupila Mirka do práce na pozici kadeřnice. V květnu 1986 dostal Antonín povolávací rozkaz k povinné vojenské službě, v téže době také Mirka podruhé otěhotněla. Antonín na vojnu nastoupil nakonec až v září téhož roku. 

### Zuzana a Vladimír Gdovínovi
Stavaři Vladimír (21 let) a Zuzana (23 let) jako jediní před svatbou prohlásili, že se berou z lásky a protože chtějí. Vzali se 27. února 1981. Už před svatbou však, věrni svému zaměstnání, započali svépomocnou rekonstrukci vlastního bytu, který si tak mohli upravit podle svých představ. První měsíce jejich soužití se tak nesly ve znamení absence volného času a vyčerpání, z čehož pramenily i občasné neshody. Vladimír se zároveň pokoušel dostat se na FAMU na fotografii. Ačkoli se mu na školu dostat nepodařilo, focení se věnoval dál. Po přestěhování do opraveného bytu řešili úsměvný problém s dřevěným pultem, manželství však provázely také čím dál větší hádky. Vladimíra přestávala bavit práce na stavbách a stále se snažil jít za svým snem, tedy stát se profesionálním fotografem. Zlom nastal v roce 1984, kdy časopis Melodie otiskl několik jeho fotografií. Když Zuzana nastoupila do nové práce, v níž vydělávala více peněz, mohl se Vladimír začít naplno věnovat focení. V květnu 1986 se páru narodila dcera. Vladimír nakonec vzdal snahu dostat se na FAMU, začal však pracovat jako fotoreportér u nakladatelství Naše vojsko. 

### Zuzana a Stanislav Čeřovští
Elektromechanik Stanislav (19 let) a studentka gymnázia Zuzana (18 let) se vzali 20. prosince 1980 po tříleté známosti. Dvojice neměla vlastní byt, po svatbě tak museli žít odděleně u svých rodičů, Stanislav v Praze a Zuzana v Lázních Bělohrad. Vídali se pouze o víkendech a žili si dále své vlastní životy - Stanislav se věnoval koníčkům, elektrotechnice a motorismu, zatímco Zuzana se připravovala na maturitu a mateřství. Mladí manželé tak začali postupně zjišťovat, že nemají příliš společného. Na jaře 1981 se páru narodil syn Jan, manželé však žili nadále odděleně. V březnu 1983 se Stanislav po pěti měsících vrátil z povinné vojenské služby. Teprve v říjnu téhož roku spolu manželé začali žít společně poté, co získali byt v Lázních Bělohrad. V létě 1984 se páru narodilo další dítě, dcera Zuzana. Stanislav i během společného soužití věnoval velkou část svého volného časů vlastním projektům v oblasti elektrotechniky, zatímco Zuzana trávila veškerý čas péči o jejich děti. Rozhodnutí vstoupit do manželství hodnotila po šesti letech jako příliš unáhlený a těhotenstvím vyžádaný krok. Stanislav se začal věnovat stavbě vlastního hvězdářského dalekohledu. 

### Marcela a Jiří Haverlandovi
Telefonní mechanik Jiří (20 let) a chovatelka koní Marcela (20 let) se vzali 12. prosince 1980. Dvojice neměla vlastní byt, po svatbě tak museli žít v jedné domácnosti s rodiči Jiřího. V létě 1981 se páru narodila dcera Ivana. Komplikované soužití, dané částečně i Jiřího fixací na matku, vedlo k neshodám a sporům mezi manželi. Spory vyvrcholily, když se Marcela po porodu přestěhovala zpět ke svým rodičům a manželé tak začali žít odděleně s tím, že se rozvedou. Dceru Ivanu soud určil do výchovy Marcele. V červnu 1982 bylo manželství rozvedeno. Jiří s rozhodnutím soudu ohledně výchovy Ivany nebyl spokojen, což vedlo k dalším soudním sporům. V červenci 1983 byl Marcele přidělen vysněný byt. Od roku 1985 se dvojice znovu začala scházet a později také uvažovat o návratu k sobě.
Prvních šest let soužití Jiřího a Marcely se stalo námětem celovečerního dokumentu Heleny Třeštíkové Z lásky.